# María Asunción Sandoval
María Asunción Sandoval Olaes (Ciudad de México, 27 de febrero de 1872 - 29 de mayo de 1943), más conocida como María Asunción Sandoval de Zarco fue la primera mujer que obtuvo el título de abogada en México. Desgraciadamente, como sucede con otros casos de mujeres que fueron las primeras profesionistas en el país, solo se conocen sus datos académicos, pero muy poco o nada de su vida privada, incluidas las fechas de nacimiento y fallecimiento. De Sandoval solo se sabe que cuando cursó preparatoria ya era huérfana de madre, que entonces vivía en una situación económica precaria, que se casó con el notario Zarco Romero y que ejerció la abogacía estando casada.
Gracias a la polémica desatada en el porfiriato sobre si las mujeres debían o no estudiar una profesión y participar en la vida pública, se sabe un poco más de ella: “Dolores Correa Zapata escribió una semblanza de María Sandoval de Zarco, abogada y la única de la generación inicial de profesionistas que contrajo matrimonio, en la que la escritora intenta tranquilizar a los ansiosos: "veis como la ciencia no quita a la mujer nada de su poética belleza ni tampoco la incapacita para el desempeño de los más humildes trabajos del hogar". El hogar de la licenciada Sandoval de Zarco es "poético y risueño", continua Correa Zapata, quien aseguraba que la que el tener título de abogada no impedía que la señora Sandoval de Zarco desempeñando sus responsabilidades domésticas y se ocupara del bienestar de su marido como toda buena esposa: "y veis como ese talle erguido y arrogante que ante el jurado defiende al inocente, al débil, puede también inclinarse ante el brasero a preparar la suculenta sopa para el amado padre y el adorado esposo?" 

## En la preparatoria

Panorámica de la Ciudad de México en 1862 cuando la Segunda Intervención Francesa interrumpió el proceso de creación del sistema educativo al margen de la Iglesia católica

Nació en la Ciudad de México el 27 de febrero de 1872 y bautizada el 8 de marzo, siendo sus padres Don Trinidad Sandoval y Doña Dolores Olaes.
1867 marcó la caída del imperio de Maximiliano y la restauración de la República. Uno de sus primeros actos de gobierno fue dar los primeros pasos para lograr la estructura legal de la educación. Para ello, el 2 de diciembre, Benito Juárez, decretó la Ley Orgánica de la Instrucción Pública en el Distrito Federal. Con ella se reglamentó el artículo 3º de la Constitución de 1857. “Difundir la ilustración en el pueblo es el medio más seguro y eficaz de moralizarlo y de establecer una manera sólida la libertad y el respeto a la Constitución y a las leyes,” planteó el propio presidente en su exposición de motivos.
Ese mismo 2 de diciembre de 1867 nació la Escuela Nacional Preparatoria. Dos años después se perfeccionó la legislación en materia educativa. Permaneció inmutable el hecho de que con ellas se abría oportunidades de estudio para hombres y para mujeres. Sin embargo, las primeras generaciones de estudiantes femeninas aún se demoraron 20 años, hasta 1887, cuando el presidente era Porfirio Díaz.

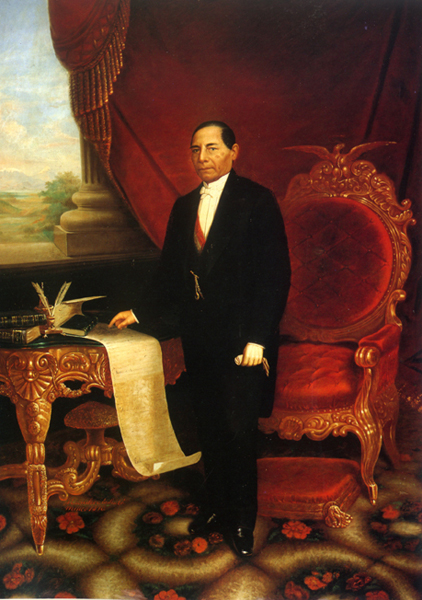
Benito Juárez reglamentó la educación y abrió legalmente la oportunidad a que las mujeres estudiaran en la ENP

Sandoval fue miembro de la primera generación de mujeres que asistió a la Preparatoria. Ingresó en 1887 y terminó en 1891. En enero del siguiente año, recibió su certificado firmado por Nicolás Fuentes, prefecto superior y secretario de la Escuela. Fue una de las dos jóvenes que al ingresar a la preparatoria quería estudiar Derecho.
“… la documentación consultada refleja las preferencias profesionales de estas primeras preparatorianas. De un total de 72 alumnas localizadas en las últimas dos décadas del siglo pasado, 33 se inclinaban por la medicina, siete por farmacia, dos pretendían llegar a ser abogadas, una más notaria, otra de ellas manifestaba particular interés por la ingeniería y sólo dos por la telegrafía. Del resto, 20 no precisan alguna preferencia disciplinaria, la vocación de una más es ilegible, 3 eran oyentes adscritas a otra institución y dos más sólo se conocen por sus estudios previos.”
Contrajo matrimonio con el notario Rafael Zarco Romero en 1903.

## Primera abogada
Después, entre 1892 y 1898, Sandoval cursó la carrera de abogado en la Escuela Nacional de Jurisprudencia (ENJ) en el inmueble del ex convento de las monjas dominicas llamado Santa Catalina de Siena, en la esquina de las calles República de Argentina y San Ildefonso, en el centro de la ciudad. Su número de cuenta fue 2083. El director era Justino Fernández (del 16 de enero de 1885 al 14 de agosto de 1901).

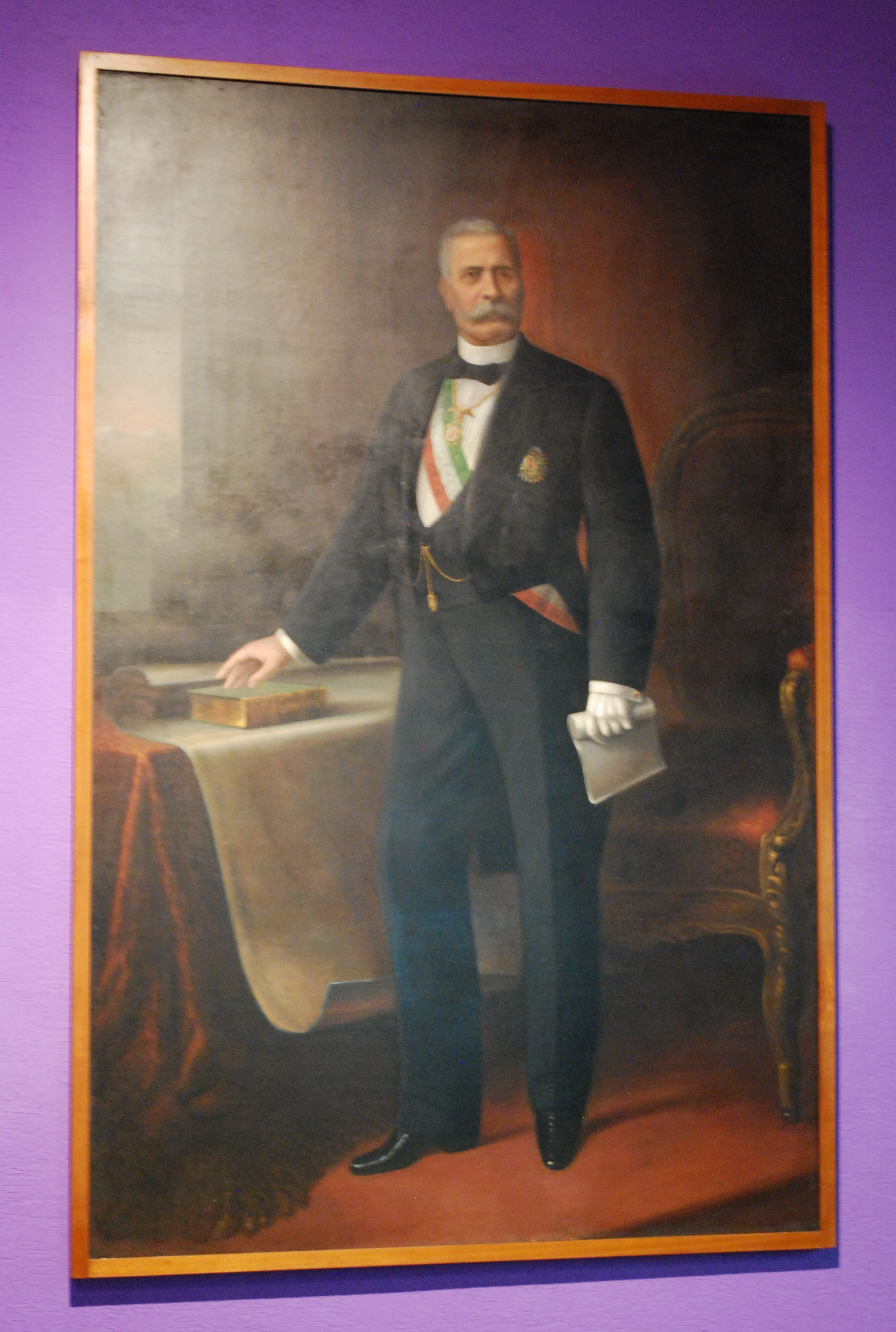
Porfirio Díaz estuvo a favor de que las mujeres estudiaran una profesión

Del 19 de enero de 1892 al 18 de febrero de 1896 María Asunción Sandoval gozó de una beca-pensión de 150 pesos anuales dividida en pagos de 25 pesos, otorgada por el gobierno de Porfirio Díaz. Asimismo, al terminar sus estudios, recibió 45 pesos para cubrir los gastos de la recepción.
En relación con el trato que recibió como alumna de la ENJ, la profesora Dolores Correa Zapata, en la revista La Mujer Mexicana, criticó a los profesores que demostraban “su pena por tener que consentir en un absurdo: el de enseñar Derecho a una mujer”. Así también exaltaba, en honor de la época, “la actitud de los jóvenes condiscípulos de la señorita Sandoval, al no mostrarse díscolos con ella”.
Terminados sus estudios, en julio de 1898, presentó su examen profesional. El acontecimiento fue noticia de periódico: El Imparcial además de referirse a su juventud, que "apenas ocultará unos 22 años de edad" y a su agradable presencia, subrayó el acierto y precisión de sus respuestas, prueba -decía- de los "profundos conocimientos que ha adquirido en Derecho". De acuerdo con algunos abogados asistentes al acto, la tesis profesional de la joven era "una verdadera pieza jurídica", reflejo del brillante papel que había hecho durante su práctica como pasante, en la que destacaba particular mente el juicio en que Sandoval logró demostrar la inocencia de una mujer acusada de asesinato.

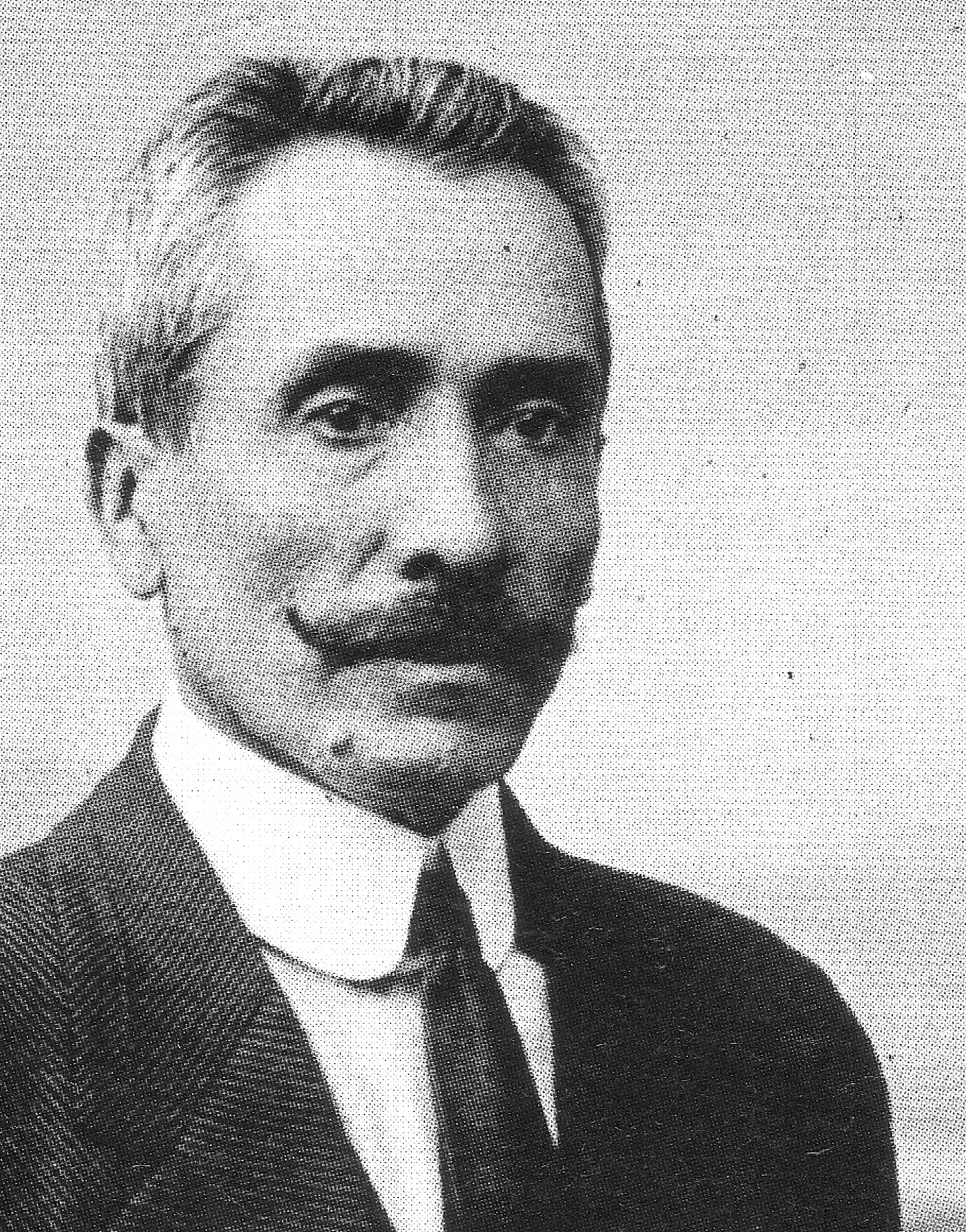
Rafael Reyes Spíndola fundador de El Imparcial

“Por su parte, El Mundo aprovechó el "inusitado acto" para atacar "la doctrina antifeminista", partidaria de la división sexual del trabajo y apoyar el valor de estas primeras profesionistas, cuyo empuje le resulta digno de ejemplo, pues les permitía emanciparse de la tutela masculina, bastarse a sí mismas y procurarse, mediante el estudio y el trabajo, una posición digna y medios para subsistir. En tono realista observaba que "la mujer come igual que el hombre" y, como él, debía de estar suficientemente preparada para enfrentarse a la vida:... Por eso, cuando una Matilde Montoya o una María Asunción Sandoval se sobreponen a esas preocupaciones, estudian, pasan exámenes y conquistan un título profesional, las aplaudimos, las felicitamos, y las consideramos como los apóstoles y las precursoras de la rehabilitación de la mujer."

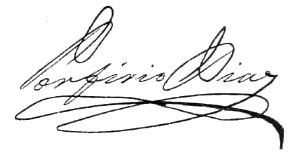
Como todos los títulos profesionales de su época, el de la abogada Sandoval fue firmado por Porfirio Díaz

Sandoval fue la única que se recibió de abogada en el porfiriato y quien, como todos los profesionistas de entonces, tuvo su título profesional con la firma de Porfirio Díaz. La segunda mujer que estudió Derecho en México, Clementina Batalla, obtuvo su título profesional en 1920.
María Asunción Sandoval falleció en la Ciudad de México el 29 de mayo de 1943. Fue sepultada en una tumba de segunda clase en el Panteón Civil de Dolores.